# اچ‌ام‌اس استاگ (۱۸۹۹)

{{Infobox ship characteristics
اچ‌ام‌اس استاگ (۱۸۹۹) (به انگلیسی: HMS Stag (1899)) یک کشتی بود که طول آن ۲۱۰ فوت (۶۴ متر) Length overall بود. این کشتی در سال ۱۸۹۹ (میلادی)|۱۸۹۹]] ساخته شد.